# Galzinia geminispora
Galzinia geminispora är en svampart som beskrevs av Lindsay Shepherd Olive 1954. Galzinia geminispora ingår i släktet Galzinia och familjen Corticiaceae.   Inga underarter finns listade i Catalogue of Life.